# ラッシュ・ライフ (リンダ・ロンシュタットのアルバム)
『ラッシュ・ライフ』（Lush Life）は、アメリカの歌手リンダ・ロンシュタットがバンドリーダー/アレンジャーのネルソン・リドルと協業したジャズアルバム3部作の2枚目のアルバムで、1984年11月にアサイラム・レコードから発売された。3部作のジャケットはジョン・コッシュがデザインした。
このアルバムはBillboard 200で最高13位に達するとともに、ビルボードのジャズチャートで8位を記録し、ロンシュタットにとって10枚目のプラチナ・アルバムとなった。『ラッシュ・ライフ』はグラミー賞の最優秀女性ポップ・ヴォーカル・パフォーマンス賞と最優秀レコーディング・パッケージ賞の2部門にノミネートされ、後者を受賞した。リドルは死後に収録曲「ラッシュ・ライフ」に対して最優秀ヴォーカル入りインストゥルメンタル編曲賞を受賞した
収録曲「スカイラーク」のミュージックビデオが、ジェニー・ショアのスタイリングによるヴィンテージ・ウェアを使用して製作された。
1986年にアサイラム・レコードはリドルと共演した3枚のアルバムの全曲を収録したコンピレーションアルバム『ラウンド・ミッドナイト』を発売した。
| 専門評論家によるレビュー | 専門評論家によるレビュー |
| レビュー・スコア         | レビュー・スコア         |
| 出典                     | 評価                     |
| ------------------------ | ------------------------ |
| AllMusic                 | [ 2 ]                    |
| Rolling Stone            | [ 3 ]                    |

## 収録曲
| #         | タイトル                                         | 作詞・作曲                                                         | 原題                     | 時間  |
| --------- | ------------------------------------------------ | ------------------------------------------------------------------ | ------------------------ | ----- |
| 1.        | 「恋に落ちた時」                                 | エドワード・ヘイマン、ヴィクター・ヤング                           | When I Fall in Love      | 2:20  |
| 2.        | 「スカイラーク」                                 | ホーギー・カーマイケル、ジョニー・マーサー                         | Skylark                  | 3:07  |
| 3.        | 「イット・ネヴァー・エンタード・マイ・マインド」 | ロレンツ・ハート、リチャード・ロジャース                           | It Never Entered My Mind | 4:22  |
| 4.        | 「ミーン・トゥ・ミー」                           | フレッド・アーラート、ロイ・ターク                                 | Mean to Me               | 4:09  |
| 5.        | 「ウェン・ユア・ラヴァー・ハズ・ゴーン」         | アイナー・アーロン・スワン                                         | When Your Lover Has Gone | 4:18  |
| 6.        | 「恋は愚かというけれど」                         | ジョエル・ヘロン、フランク・シナトラ、ジャック・ウルフ             | I'm a Fool to Want You   | 4:45  |
| 7.        | 「ユー・トゥック・アドヴァンテージ・オブ・ミー」 | ロレンツ・ハート・リチャード・ロジャース                           | You Took Advantage of Me | 2:21  |
| 8.        | 「ソフィスティケイテッド・レディ」               | デューク・エリントン、アーヴィング・ミルズ、ミッチェル・パリッシュ | Sophisticated Lady       | 3:40  |
| 9.        | 「キャント・ウィー・ビー・フレンズ」             | ポール・ジェームズ、ケイ・スウィフト                               | Can't We Be Friends?     | 2:28  |
| 10.       | 「恋の痛手」                                     | サム・コスロウ、アーサー・ジョンストン                             | My Old Flame             | 3:33  |
| 11.       | 「フォーリン・イン・ラブ・アゲイン」             | フリードリヒ・ホレンダー、サミー・ラーナー                         | Falling in Love Again    | 2:35  |
| 12.       | 「ラッシュ・ライフ (ジャズナンバー)」            | ビリー・ストレイホーン                                             | Lush Life                | 3:51  |
| 合計時間: | 合計時間:                                        | 合計時間:                                                          | 合計時間:                | 41:29 |

## 参加ミュージシャン
- リンダ・ロンシュタット – ボーカル
- ネルソン・リドル（英語版） – 編曲と指揮
- ドン・グロルニック – グランドピアノ、ピアノソロ (11)
- ボブ・マン（英語版） – ギター
- ボブ・マグナソン（英語版） – ベース・ギター
- ジョン・ゲラン（英語版） – ドラムス (1–6, 8, 10–12)
- デイヴィッド・フリシナ – コンサートマスター、ヴァイオリン (5)

ゲスト：
- トミー・モーガン（英語版） – ハーモニカ (2)
- トニー・テラン（英語版） – トランペット・ソロ (4)
- プラス・ジョンソン（英語版） – テナー・サックス・ソロ (5, 7, 8)
- ルイ・ベルソン（英語版） – ドラムス (7, 9)
- オスカー・ブラッシャー（英語版） – トランペット・ソロ (9)
- チャンシー・ウェルシュ – トロンボーン・ソロ (10)

## スタッフ
- ピーター・アッシャー – プロデューサー
- ジョージ・マッセンバーグ – レコーディング、ミキシング
- マレイ・ドゥヴォルキン – レコーディング助手、ミキシング助手
- ダグ・サックス（英語版） – カリフォルニア州ハリウッドのマスタリング・ラボでのマスタリング
- グロリア・ボイス – アルバム・コーディネーター
- ジョン・コッシュ（英語版） – 美術監督、デザイン
- ロン・ラーソン（英語版） – 美術監督、デザイン
- ロバート・ブラックマン – 写真
- ジェニー・ショア – 衣装スタイリスト

## チャート
| チャート (1984/85)                 | Peak 順位 |
| ---------------------------------- | --------- |
| オーストラリア (Kent Music Report) | 31        |
| カナダ RPM トップ・アルバム        | 35        |
| イギリス (Official Charts Company) | 100       |
| アメリカ (Billboard 200)           | 13        |

## 認証
| 国/地域                    | 認定     | 認定/売上数 |
| -------------------------- | -------- | ----------- |
| アメリカ合衆国 (RIAA)      | Platinum | 1,000,000^  |
| ^ 認定のみに基づく出荷枚数 |          |             |

## 発売履歴
| 地域       | 日付           | 形式           | レーベル             | 参照  |
| ---------- | -------------- | -------------- | -------------------- | ----- |
| 北アメリカ | 1984年11月16日 | LP CD カセット | アサイラム・レコード | [ 6 ] |